# Allan Parr
Allan Parr, né à Ottawa le 16 août 1879 et mort à Vancouver le 7 juillet 1954, est un joueur professionnel canadien de hockey sur glace qui évoluait au poste de gardien de but au début du XXe siècle. 

## Biographie
Allan Parr est gardien de but avec les Millionnaires de Vancouver, une des trois équipes de l'Association de hockey de la Côte du Pacifique (souvent désignée par le sigle PCHA en référence à son nom anglais : Pacific Coast Hockey Association), lors de la première saison de la PCHA en 1912. Au cours de cette saison, il remporte sept victoires pour huit défaites et une deuxième place au classement pour son équipe. Lors de la saison suivante, les Millionnaires finissent une nouvelle fois à la deuxième place du classement avec sept victoires et huit défaites pour Parr.
En 1913-1914, les joueurs de Vancouver glissent à la dernière place du classement avec six victoires et neuf défaites. Parr est remplacé la saison suivante par Hugh Lehman dans les buts de l'équipe alors que les joueurs de Vancouver remportent la Coupe Stanley.

## Statistiques
| Saison      | Équipe                     | Ligue       |    | PJ | V  | D | Pr/N  | Min | BC   | Moy | % Arr | Bl | Pun |
| 1912        | Millionnaires de Vancouver | PCHA        | 15 | 7  | 8  | 0 | 911   | 94  | 6,19 | -   | 0     | -  |     |
| 1912-1913   | Millionnaires de Vancouver | PCHA        | 14 | 7  | 7  | 0 | 860   | 68  | 4,74 | -   | 0     | -  |     |
| 1913-1914   | Millionnaires de Vancouver | PCHA        | 15 | 6  | 9  | 0 | 923   | 83  | 5,40 | -   | 0     | -  |     |
| Totaux PCHA | Totaux PCHA                | Totaux PCHA | 44 | 20 | 24 | 0 | 2 964 | 245 | 5,46 | -   | 0     | -  |     |